# Ваянданч (Нью-Йорк)
Ваянданч (англ. Wyandanch) — переписна місцевість (CDP) в США, в окрузі Саффолк штату Нью-Йорк. Населення — 12 990 осіб (2020).

## Географія
Ваянданч розташований за координатами 40°44′48″ пн. ш. 73°22′36″ зх. д. / 40.74667° пн. ш. 73.37667° зх. д. (40.746804, -73.376619).  За даними Бюро перепису населення США в 2010 році переписна місцевість мала площу 11,59 км², з яких 11,59 км² — суходіл та 0,01 км² — водойми.

## Демографія
Згідно з переписом 2010 року, у переписній місцевості мешкало 11 647 осіб у 2926 домогосподарствах у складі 2379 родин. Густота населення становила 1004 особи/км².  Було 3157 помешкань (272/км²).
Расовий склад населення:
| - 65,0 % — чорних або афроамериканців - 16,4 % — білих - 1,2 % — азіатів - 1,0 % — корінних американців - 12,3 % — осіб інших рас |

До двох чи більше рас належало 4,1 %. Частка іспаномовних становила 28,2 % від усіх жителів.
За віковим діапазоном населення розподілялося таким чином: 29,7 % — особи молодші 18 років, 62,4 % — особи у віці 18—64 років, 7,9 % — особи у віці 65 років та старші. Медіана віку мешканця становила 30,4 року. На 100 осіб жіночої статі у переписній місцевості припадало 96,4 чоловіків;  на 100 жінок у віці від 18 років та старших — 93,6 чоловіків також старших 18 років.
Середній дохід на одне домашнє господарство  становив 74 394 долари США (медіана — 57 500), а середній дохід на одну сім'ю — 76 585 доларів (медіана — 61 713). Медіана доходів становила 39 084 долари для чоловіків та 39 293 долари для жінок. За межею бідності перебувало 17,2 % осіб, у тому числі 26,8 % дітей у віці до 18 років та 11,6 % осіб у віці 65 років та старших.
Цивільне працевлаштоване населення становило 5147 осіб. Основні галузі зайнятості: освіта, охорона здоров'я та соціальна допомога — 31,3 %, виробництво — 11,8 %, науковці, спеціалісти, менеджери — 10,1 %, транспорт — 8,9 %.